# Criminali sull'asfalto
Criminali sull'asfalto (Checkpoint) è un film del 1956 diretto da Ralph Thomas.

## Trama
Una spia viene assoldata da un industriale britannico perché trafughi dall'Italia i piani per la realizzazione di un'innovativa auto da corsa. Nel farlo, la spia uccide un uomo, e cercherà di utilizzare la corsa automobilistica Firenze-Locarno per scappare in Svizzera.